# Fazlollah Zahedi
Fazlollah Zahedi (Hamadán, 1897-Ginebra, 2 de septiembre de 1963) fue un militar y político iraní, cabeza visible del golpe de Estado de agosto de 1953 que derrocó al gobierno de Mohammad Mosaddeq, sucediendo a este como primer ministro.

## Biografía

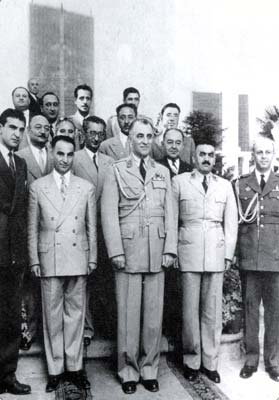
Zahedi junto a otros golpistas el 19 de agosto de 1953

Nacido en Hamadán en 1897, su carrera militar se caracterizó por sus rápidos ascensos, convirtiéndose a los 27 años de edad, en el oficial más joven en ser promocionado al rango de general de brigada en el ejército persa. En 1942, durante el transcurso de la Segunda Guerra Mundial llegó a ser arrestado por los británicos por su inclinación a favor de las fuerzas del Eje.
Retirado del ejército en 1949, se convertiría en 1951 en ministro del Interior del gobierno de Mohammad Mosaddeq; ambos se distanciarían tras fracasar Zahedi en controlar los disturbios del verano de 1951 que involucraban al partido Tudeh. Elegido como el idóneo para reemplazar a Mosaddeq por los conspiradores de la llamada «Operación Ajax», que, alentados por la CIA, ejecutaron el golpe de Estado que comenzó el 15 de agosto de 1953, el 19 de agosto Zahedi cercó con 35 tanques la residencia en Teherán del jefe de gobierno iraní. Tras la claudicación y captura de Mohammad Mosaddeq y producirse una vuelta de tuerca autoritaria a la monarquía, Zahedi asumió la responsabilidad de jefe de gobierno. El régimen Sah-Zahedi procedió a llevar a cabo la represión y purga de la oposición, y a la concesión del petróleo iraní a un consorcio de empresas extranjeras entre las que se encontraba la AIOC. Tras desempeñar el cargo de primer ministro entre el 19 de agosto de 1953 y el 5 de abril de 1955, el sah Mohammad Reza Pahleví forzó su dimisión y se le encomendó la representación de Irán ante la ONU en Ginebra, Suiza, donde falleció el 2 de septiembre de 1963.